# Isla de Fúrugelm
La isla de Fúrugelm (en ruso: Остров Фуругельма) es la isla más meridional de Rusia. Se encuentra en la parte suroeste del golfo de Pedro el Grande en el mar del Japón, a unos 110 kilómetros al suroeste de Vladivostok. Administrativamente pertenece al distrito Jasanski del krai de Primorie.

## Historia
La isla fue descrita el 10 de mayo de 1854 por los marineros de la fragata «Palada» (Паллада), y nombrada en honor de Iván Fúrugelm, capitán del transporte «Kniaz Menshikov», perteneciente a la compañía Ruso-americana.